# Dirk Mierau
Dirk Mierau  (* 12. August 1964 in Berlin) ist ein deutscher Schauspieler.
Nach dem Abitur am Christianeum in Hamburg im Jahre 1985 leistete er seinen Wehrdienst bei der Bundeswehr ab. Anschließend besuchte er die Schauspielschule von Margot Höpfner, wo er von 1988 bis 1989 sein Handwerk lernte.

## Theater (Auswahl)
- 1988–1994: Altonaer Theater, Hamburg
- 1994–1995: Düsseldorfer Kammerspiele
- 2010–2011 Grüne Zitadelle, Magdeburg
- 2011–2013 Neues Theater Hannover
- 2015–2019 Altonaer Theater "Wie im Himmel" Rolle: Arne
- 2017–2018 Der Regenmacher Rolle: Sheriff
- 2022: First Stage Theater Hamburg Footloose Rolle: Coach Dunbar

## Filmografie (Auswahl)
- 1994: Drei zum Verlieben
- 1995: Im Kreis der Angst
- 1995: Sonntags geöffnet
- 1995–1999: Dr. Stefan Frank – Der Arzt, dem die Frauen vertrauen
- 1996: Derrick
- 1996: Doppelter Einsatz
- 1996: Kalte Küsse
- 1997: Alphateam
- 1997: Rosamunde Pilcher: Zwei Schwestern
- 1997–1998: Hinter Gittern – Der Frauenknast
- 1998: Fieber – Heiße Zeit für junge Ärzte
- 1998: Für alle Fälle Stefanie
- 1999: Das Amt
- 1999: Die Rettungsflieger
- 1999: Fieber – Ärzte für das Leben (2. Staffel)
- 2000: Für alle Fälle Stefanie
- 2000: Fieber – Ärzte für das Leben (3. Staffel)
- 2000: Drehkreuz Airport
- 2001: Die Nesthocker – Familie zu verschenken
- 2001–2003: Herzschlag – Das Ärzteteam Nord
- 2001: Rosamunde Pilcher – Morgen träumen wir gemeinsam
- 2002: Das Duo – Im falschen Leben
- 2002: Für alle Fälle Stefanie
- 2002: Nicht ohne meinen Anwalt
- 2002: Herzschlag – Das Ärzteteam Nord
- 2002: Georg Ritter – Ohne Furcht und Tadel
- 2002: Krista
- 2002: Die Wache
- 2003: Inga Lindström – Wind über den Schären
- 2004: Der Landarzt
- 2004: Küstenwache
- 2004: Jetzt erst recht
- 2005: Die Wache
- 2006: SOKO Wismar
- 2007: Die Rettungsflieger
- 2007: Rote Rosen, Gastrolle Gregor Benz
- 2008: Unser Charly
- 2009: Die Rosenheim-Cops – Zu Tode betrübt
- 2009–2010: Rote Rosen, Hauptrolle Sven Thiemann